# نانسي فريدمان
نانسي فريدمان (بالإنجليزية: Nancy Freedman)‏ (4 يوليو 1920، إيفانستون في الولايات المتحدة - 10 أغسطس 2010 في الولايات المتحدة)؛ ممثلة وروائية أمريكية.

## روابط خارجية
- نانسي فريدمان على موقع IMDb (الإنجليزية)